# Mercury-Little Joe 6
Mercury-Little Joe 6 – jedna z misji testowych programu Mercury, wchodząca w skład podprogramu Mercury-Little Joe.
Celem misji był test aerodynamiki, integralności i wytrzymałości kapsuły. Wystrzelenie Little Joe 6 miało również na celu sprawdzenie działania systemu ratunkowego LES.

## Przebieg misji
Misja zaliczona do częściowo udanych.
| Pokonana odległość              |       | 127 km    |
| Maksymalna prędkość             | Max V | 1375 m/s  |
| Maksymalne ciśnienie dynamiczne | Max Q | 162,8 kPa |
| Maksymalne przeciążenie         | Max G | 5,9       |